# Stanisław Bielski
Stanisław Bielski (ur. 26 maja 1897, zm. 7 lutego 1953) – pułkownik Wojska Polskiego, oficer wywiadu wojskowego.
Syn Maksymiliana Horwitza, działacza KPP, w 1937 aresztowanego przez NKWD i rozstrzelanego 20 września 1937, i Stefanii z domu Heryng (1881–1937), córki działacza socjalistycznego Zygmunta Herynga i Heleny Heryng.
Był absolwentem berlińskiego gimnazjum z 1927, po ukończeniu którego emigrował do ZSRR – tam, jak większość politycznych emigrantów, zmienił nazwisko. W 1932 ukończył studia na Wydziale Inżynierii Wojskowej Akademii Lotniczej w Leningradzie, uzyskując tytuł inżyniera specjalisty budowy lotnisk. W czasie studiów uprawiał sport spadochronowy.
Po studiach został komendantem lotniska wojskowego w Orszy, a od 1937 był zatrudniony w Sztabie Generalnym Armii Czerwonej w Moskwie. Został zwolniony ze stanowiska i wydalony z partii po aresztowaniu ojca, a w listopadzie 1937 aresztowany przez NKWD, uwięziony w Lefortowie, po śledztwie skazany na 10 lat katorgi w kopalniach Workuty. Został tam zatrudniony najpierw jako obozowy sanitariusz, potem felczer, co uratowało mu życie; w 1947 zwolniono go przed terminem. Wyjechał najpierw do Moskwy, potem do Polski.
Od kwietnia 1948 pełnił służbę na stanowisku szefa Oddziału Operacyjnego Zarządu II Sztabu Generalnego WP (późniejszego Wydziału II, a następnie Oddziału II). Popełnił samobójstwo; po wszczęciu tzw. sprawy Komara nie wytrzymał nerwowo kolejnych aresztowań przyjaciół i zastrzelił się w swoim służbowym gabinecie.